# Antonio Ansola
Antonio Ansola Arrieta (Elgóibar, Guipúzcoa, 17 de enero de 1931 - Ibídem, 2 de diciembre de 2013) fue un jugador de fútbol profesional español que jugó en la demarcación de defensa.

## Biografía
Antonio Ansola debutó como futbolista profesional en 1953 con la SD Eibar en segunda división, tras un breve paso por la Real Sociedad de Fútbol, volvió al Eibar. Finalmente, en 1955 se marchó definitivamente a la Real Sociedad de Fútbol. Jugó un total de 141 partidos en las siete temporadas que permaneció en el club. Además consiguió ganar el Trofeo Amberes en 1955. Finalmente en 1961 fue traspasado al Elche CF, donde finalizó su carrera profesional al finalizar la temporada siguiente.
Antonio Ansola falleció el 2 de diciembre en Elgóibar, Guipúzcoa, a los 82 años de edad.

## Clubes
| Club                    | País   | Año         | Partidos | Goles |
| ----------------------- | ------ | ----------- | -------- | ----- |
| SD Eibar                | España | 1953 - 1954 | 17       | 0     |
| Real Sociedad de Fútbol | España | 1954        | 5        | 0     |
| SD Eibar                | España | 1954 - 1955 | 17       | 0     |
| Real Sociedad de Fútbol | España | 1955 - 1961 | 141      | 0     |
| Elche CF                | España | 1961 - 1962 | 6        | 0     |

## Palmarés

### Campeonatos nacionales
| Título         | Club                    | País   | Año  |
| -------------- | ----------------------- | ------ | ---- |
| Trofeo Amberes | Real Sociedad de Fútbol | España | 1955 |